# Ostafi Daszkiewicz (obraz Jana Matejki)
Ostafi Daszkiewicz – obraz polskiego malarza Jana Matejki z 1874 roku wykonany olejem na tekturze, znajdujący się w Galerii sztuki polskiej 1800–1945 Muzeum Śląskiego w Katowicach.
Matejko namalował portret historycznej postaci Eustachego Daszkiewicza w 1874. Muzeum Śląskie zakupiło dzieło w krakowskim antykwariacie Tradycja, należącym do Franciszka Studzińskiego w 1927 roku. Wiadomo, że portret w 1883 roku był w ofercie sprzedaży salonu sztuki Aleksandra Krywulta w Warszawie. Dzieło o wymiarach 72,5 × 57,5 cm posiada sygnaturę w lewym górnym rogu: J Matejko | r.p. 1874. Muzealny nr inwentarzowy: MŚK/SzM/425.
Poczta Polska wydała w 1972 znaczek o nominale 0,40 zł z reprodukcją Matejkowego Ostafi Daszkiewicza w serii Malarstwo polskie – Dzień Znaczka 1972. Nakład liczył 8 029 035 sztuk. Autorem projektu znaczka był Tadeusz Michaluk. Znaczek wyszedł z obiegu w 1994 roku.